# 497 Ива
497 Ива (лат. 497 Iva) је астероид главног астероидног појаса са средњом удаљеношћу од Сунца која износи 2,857 астрономских јединица (АЈ).
Апсолутна магнитуда астероида је 10,02 а геометријски албедо 0,167.